# Roterdspitze
Die Roterdspitze (ladinisch Piza de Tiera Cuecena; italienisch Cima di Terrarossa) ist mit 2655 m s.l.m. der höchste Gipfel der Schlerngruppe in den Südtiroler Dolomiten.

## Lage und Umgebung
Die Roterdspitze befindet sich im Südosten Südtirols im Naturpark Schlern-Rosengarten. Der Gipfelbereich liegt im Grenzgebiet der Gemeinden Kastelruth, Tiers und Völs am Schlern. Nach Norden zur Seiser Alm hin und nach Süden bricht der Bergaufbau mit steilen Flanken ab. Gegen Westen ist der Gipfelaufbau über eine sanfte Einsattelung mit dem Schlern-Plateau verbunden. Östlich schließt der scharfe Grat der Rosszähne an.

## Anstiege
Der Gipfel der Roterdspitze ist von Westen kommend unschwierig erreichbar. Ein Anstieg wird oftmals mit einer Schlern-Besteigung kombiniert. Zudem ist der Gipfel durch den Maximilian-Klettersteig erschlossen, der bei der östlich gelegenen Tierser-Alpl-Hütte seinen Anfang nimmt und nach einer Überschreitung der Rosszähne an der Roterdspitze seinen Endpunkt findet.